# Księżycowy glina
Lunarcop, w Polsce znany także jako Księżycowy glina – amerykański film fantastycznonaukowy z 1994 roku.

## Obsada
- Michael Paré jako Joe Brody
- Billy Drago jako Kay
- Walker Brandt jako Thora
- Robin Smith jako Stopper